# Affinitätstafel
Eine Affinitätstafel oder Affinitätsliste (von lateinisch affinitas „Schwägerschaft“) ist eine Zusammenstellung genealogischer Ergebnisse (Familiengeschichtsforschung), die sich nicht auf die blutsverwandte Beziehungen einer Person beschränkt (siehe Konsanguinitätstafel), sondern darüber hinaus auch die Familien angeheirateter Personen in die Darstellung aufnimmt. Die Affinitätstafel, wie auch die Konsanguinitätstafel, ist eine Verbindung aus Ahnentafel oder Ahnenliste und Nachkommentafel oder Nachkommenliste. Damit ist eine Affinitätstafel in größerem Ausmaß als alle anderen genealogischen Darstellungen inhaltlichen Beschränkungen unterworfen, beispielsweise der Begrenzung auf jeweils nur wenige Generationen. Eine Systematik der graphischen Darstellung oder der Bezifferung gibt es dabei nicht; traditionelle Tafeln und Listen greifen oft auf Stammlisten zurück mit der Darstellung von Kleinfamilien (Eltern und deren Kinder).
Affinitätstafeln im engeren Sinne gehen üblicherweise von einer einzelnen Person (Proband) in der Mitte aus, beispielsweise im Falle des Otto von Bismarck, für den eine solche Tafel erstellt wurde. Sie können aber auch eine soziale Gruppe umfassen, beispielsweise ist die Affinitätstafel der Gießener Professorengalerie von Siegfried Rösch der Form nach eine Affinitätstafel des Wissenschaftlers Anton Orth, stellt inhaltlich aber die vielfältigen blutsverwandten und ehelichen Beziehungen innerhalb der Professorenschaft der Universität Gießen dar und beschränkt sich zum Zwecke der Übersichtlichkeit auch auf diese.
Bei Affinitätstafeln im weiteren Sinne steht nicht eine Einzelperson im Mittelpunkt, sondern es werden die genealogischen Verflechtungen mehrerer Familien dargestellt, beispielsweise für Dorfgemeinschaften. Dabei wird die Beschränkung auf den Zustand zu einem bestimmten Zeitpunkt oder einen kurzen Zeitraum von wenigen Jahren gewählt, wobei die Wiederholung der Darstellung zu verschiedenen Zeitpunkten dann ein Schichtmodell der sozialen Struktur der Dorfgemeinschaft ergibt.